# Lettische Badmintonmeisterschaft 1983
Die Lettische Badmintonmeisterschaft 1983 fand in Riga statt. Es war die 20. Auflage der nationalen Titelkämpfe von Lettland im Badminton, zu dieser Zeit noch als Meisterschaft der Sowjetrepublik.

## Titelträger
| Disziplin    | Sieger                             |
| ------------ | ---------------------------------- |
| Herreneinzel | Vladimirs Uļjanovs                 |
| Dameneinzel  | Ginta Skrebele                     |
| Herrendoppel | Māris Preinbergs Jānis Ozoliņš     |
| Damendoppel  | Svetlana Agarkova Ina Svilāne      |
| Mixed        | Vladimirs Uļjanovs Maija Liepkalna |